# Prionyx subatratus
Prionyx subatratus là một loài côn trùng cánh màng trong họ Sphecidae, thuộc chi Prionyx. Loài này được R. Bohart miêu tả khoa học đầu tiên năm 1958.